# Klaus Klaeren
Klaus Klaeren (* 21. Juli 1957 in Gerolstein) ist ein Buchautor, Diplom-Sportlehrer (Dt. Sporthochschule Köln) und ehemaliger Triathlet.

## Werdegang
Klaus Klaeren wurde 1984 erster deutscher Triathlonmeister beim Allgäu Triathlon in Immenstadt auf der Mitteldistanz und in Losheim auf der Kurzdistanz. Zwei Wochen nach seinem Erfolg in Immenstadt gewann Klaeren im britischen Durham die erste „inoffizielle“ Europameisterschaft auf der Langdistanz.
1985 wurde Klaeren beim Allgäu Triathlon hinter dem Niederländer Rob Barel Vize-Europameister auf der Mitteldistanz. Als „Triathlet der ersten Stunde“ wurde er bei 31 Starts im Zeitraum von 1982 bis 1987 fünfzehnmal Gesamtsieger, fünfmal Zweiter und viermal Dritter.
1987 wurde er hauptamtlicher Trainer im Triathlonverband NRW sowie im gleichen Jahr Leistungssportwart der Deutschen Triathlon Union (DTU). Klaeren arbeitet zurzeit als Geschäftsführer der Europäischen Sportakademie in Trier. Seit 1999 leitet er zusammen mit Herbert Ehlen die Fairplay-Tour.

## Sportliche Erfolge
| Datum/Jahr    | Rang | Wettbewerb                                         | Austragungsort | Zeit | Bemerkung                                                                                    |
| ------------- | ---- | -------------------------------------------------- | -------------- | ---- | -------------------------------------------------------------------------------------------- |
| 27. Juli 1985 | 2    | ETU Triathlon European Championships               | Immenstadt     |      | Zweiter beim Allgäu Triathlon – und damit Vize-Europameister Triathlon auf der Mitteldistanz |
| 1984          | 1    | DTU Deutsche Meisterschaft Triathlon Kurzdistanz   | Losheim am See |      | Deutscher Meister auf der Kurzdistanz                                                        |
| 29. Juli 1984 | 1    | ETU Long Distance Triathlon European Championships | Durham         |      | erste „inoffizielle“ Europameisterschaft auf der Langdistanz                                 |
| 14. Juli 1984 | 1    | DTU Deutsche Meisterschaft Triathlon Mitteldistanz | Immenstadt     |      | Deutscher Meister auf der Mitteldistanz beim Allgäu Triathlon                                |

(DNF – Did Not Finish)